# Jean Delisle
 (février 2023).
Il peut être nécessaire de l'améliorer pour respecter le principe de neutralité de point de vue. 

 (février 2023).
Jean Delisle, né le 13 avril 1947 à Hull, est professeur émérite (traduction) de l'Université d'Ottawa, traducteur agréé et terminologue agréé de l'Ordre des traducteurs, interprètes et terminologues agréés du Québec (OTTIAQ), et Membre de la Société royale du Canada. Ses deux champs de spécialisation  sont la pédagogie et l'histoire de la traduction.   

## Biographie
Jean Delisle a fait son cours classique au Collège Saint-Alexandre de Limbour, au Séminaire Saint-Augustin de Cap-Rouge et au Cégep de l'Outaouais, Le baccalauréat ès arts lui a été décerné en 1968. Il a ensuite obtenu une licence (1971) et une maîtrise (1975) en traduction de l'Université de Montréal avant de poursuivre des études doctorales en traduction à Paris. Il a présenté sa thèse de doctorat (L'analyse du discours comme méthode de traduction) à l'Université de la Sorbonne nouvelle (Paris III) en 1978. 
Jean Delisle  a commencé sa carrière comme traducteur et réviseur au gouvernement du Canada (1971-1974), puis il est passé à l'enseignement à l'École de traducteurs et d'interprètes de l'Université d'Ottawa (1974-2007). Spécialiste de la pédagogie et de l'histoire de la traduction, il a signé de nombreux ouvrages .

## Ouvrages publiés
- 2024 : Les traducteurs imaginaires. Représentation des traducteurs, traductrices et interprètes dans la littérature québécoise, Québec, Les Presses de l’Université Laval, xii-275 p.
- 2022 : Sur les rives de la traduction, dir., Lévis, Fondation littéraire Fleur de Lys.
- 2022 : Les traducteurs par eux-mêmes, dir., Québec, Les Presses de l'Université Laval.
- 2021 : Notions d’histoire de la traduction, Québec, Les Presses de l'Université Laval.
- 2019 : Interprètes au pays du Castor, Québec, Presses de l'Université Laval.
- 2018 : Deux familles souches : les Delisle et les Chartrand. Au pays depuis 1665, Lévis, Fondation littéraire Fleur de Lys.
- 2013 : La traduction raisonnée, 3e éd., Ottawa, Les Presses de l’Université d’Ottawa.
- 2008 : La terminologie au Canada : Histoire d’une profession, Montréal, Linguatech éditeur.
- 2007 : La traduction en citations, préface par Henri Meschonnic, Ottawa, Les Presses de l’Université d’Ottawa.
- 2007 : Les traducteurs dans l’histoire (codir.), préface par Jean-François Joly, 2e éd., Ottawa, Les Presses de l’Université d’Ottawa, publié sous les auspices de la Fédération internationale des traducteurs et de l’UNESCO. (Codir. : J. Woodsworth).
- 2006 : Iniciación a la traducción. Enfoque Interpretativo. Teoría y Práctica, 2e éd., Caracas, Universidad Central de Venezuela. [Coauteur : G. L. Bastin].
- 2005 : L’enseignement pratique de la traduction, Beyrouth, Université Saint-Joseph, Faculté des Lettres et des Sciences humaines, École de Traducteurs et d’Interprètes, Les Presses de l’Université d’Ottawa.
- 2004 : Traduction : La formation, les spécialisations et la profession (codir.), Beyrouth, Université Saint-Joseph, Faculté des Lettres et des Sciences humaines, École de Traducteurs et d’Interprètes. (Codir. avec G. Abou Fadel, H. Awaiss et S. Al Abbas)
- 2003 : La traduction raisonnée, 2e éd., Ottawa, Les Presses de l’Université d’Ottawa.
- Livre du maître accompagnant La Traduction raisonnée, Ottawa, Les Presses de l’Université d’Ottawa.
- 2002 : Portraits de traductrices (dir.), Ottawa, Les Presses de l’Université d’Ottawa.
- 1999 : Terminologie de la traduction / Translation Terminology / Terminología de la traducción / Terminologie der Übersetzung (codir. avec Hannelore Lee-Jahnke et Monique C. Cormier), Amsterdam, John Benjamins.
- 1999 : Portraits de traducteurs (dir.), Ottawa/Arras, PUO/APU.
- 1998 : Enseignement de la traduction et traduction dans l’enseignement (codir.), choix de textes présentés au colloque de Créteil (France) en avril 1997, Ottawa, PUO.
- 1997 : Iniciación a la traducción. Enfoque Interpretativo. Teoría y Práctica, Caracas, Universidad Central de Venezuela, [Coauteur : G. L. Bastin].
- 1995 : Les traducteurs dans l’histoire (dir.), Ottawa/Paris, PUO/UNESCO.  [Codirectrice : J. Woodsworth].
- 1993 : La traduction raisonnée, PUO.
- Livre du maître accompagnant La Traduction raisonnée, PUO.
- 1990 : Les alchimistes des langues, La Société des traducteurs du Québec, 1940-1990, PUO.
- 1987 : La traduction au Canada / Translation in Canada, 1534‑1984, PUO, Publié sous les auspices du Conseil des traducteurs et interprètes du Canada (CTIC).
- 1984 : Au cœur du trialogue canadien, Croissance et évolution du Bureau des traductions du gouvernement canadien (1934‑1984), Ottawa, min. des Approvisionnements et Services.
- 1983 : Les obsédés textuels, Hull, Éditions Asticou.. Roman
- 1981 : L’enseignement de l’interprétation et de la traduction : de la théorie à la pédagogie, (dir.), PUO.
- 1980 : L’analyse du discours comme méthode de traduction. Initiation à la traduction française de textes pragmatiques anglais. Théorie et pratique, PUO.
- Livre du maître accompagnant L’Analyse du discours comme méthode de traduction, PUO.
- 1979 : Guide bibliographique du traducteur, rédacteur et terminologue / Bibliographic Guide for Translators, Writers and Terminologists, PUO. [Coauteur : Lorraine Albert].
- 1976 : Répertoire bibliographique de la traduction / Bibliographic Guide to Translation, Bibliothèque Morisset, Université d’Ottawa.